# Piero Sciotto
 (Catania, 29 giugno 1949) è un produttore teatrale, scrittore e musicista italiano.
Cantore e chitarrista, organizzatore teatrale e autore satirico, ha a lungo collaborato con Dario Fo e Franca Rame.

## Biografia
Tra il 1968 e il 1971 collabora con l'Istituto Ernesto de Martino, diretto da Gianni Bosio: partecipa con Michele Straniero, Franco Coggiola, Paolo Pietrangeli e Carpo Lanzi alla realizzazione di vari spettacoli.
Sciotto è con Dario Fo e Franca Rame dal 1972 al 1980, partecipando a tutte le tournée e agli spettacoli, e alla occupazione della Palazzina Liberty di Milano tra il 1974 e il 1980; come cantore, chitarrista e attore partecipa a Ci ragiono e canto n. 3 (1973), Guerra di popolo in Cile (1973), Non si paga, non si paga! (1974), La marijuana della mamma è la più bella (1976), nonché alle commedie messe in scena per Rai 2 nel 1977 e inoltre agli spettacoli in fabbriche e scuole, in sostegno a lotte, mobilitazioni e campagne politiche, come quelle per i referendum sul divorzio e sull'aborto.
Nel maggio del 1981 si laurea in Scienze politiche all'Università di Catania.
Tra il 1980 e il 1984 lavora a Roma con il Teatro Stabile e a Milano, con il Salone Pier Lombardo di Franco Parenti e Andrée Ruth Shammah, con il Teatro Gerolamo di Umberto Simonetta e con il Teatro Nazionale di Mario Morini. Inoltre, organizza in Italia concerti e tournée di Atahualpa Yupanqui, Ewan MacColl e Peggy Seeger, oltre che la tournée italiana della produzione inglese di The Rocky Horror Show.
Nel 1984 e fino al 1992 torna a collaborare con Fo e Rame come responsabile organizzativo, curando, anche con Enrico Rame e Fulvio Fo, la produzione degli spettacoli, l’organizzazione delle tournée di Dario Fo e Franca Rame, la gestione dei diritti di rappresentazione, i contratti per le regie di Fo al Teatro dell'Opera di Amsterdam (1987), alla Rai (1988), alla Comédie-Française (1990), la gestione dei diritti teatrali ed editoriali dei testi di Fo.
Dal 1986 al 1996, lavora come organizzatore e produttore indipendente con Eugenio Barba e l'Odin Teatret, Pep Bou, Jango Edwards, Atahualpa Yupanqui, Odetta, Ewan MacColl e Peggy Seeger, Enzo Jannacci, Pierangelo Bertoli, Giovanna Marini, Yves Lebreton, Giancarlo Nanni e Manuela Kustermann, Giancarlo Cesaroni e il suo Folkstudio di Roma, teatri, compagnie, enti pubblici e culturali in Italia e all'estero. Tra il 1988 e il 1990 è fra i promotori di Arkimedia e delle rassegne Manycomics al Teatro Metropolitan di Palermo e al Nuovo Teatro di Catania.
Tra il 1994 e il 1996 è consulente del sindaco di Catania Enzo Bianco per le attività teatrali dell'Assessorato alla Cultura e realizza il progetto Promozione Teatrale 95, con seminari, incontri, convegni, spettacoli di Eugenio Barba e l'Odin Teatret, Giovanna Marini e il suo Quartetto Vocale, Yves Lebreton, Jango Edwards. Per il Progetto Natale 94 porta Enzo e Paolo Jannacci al Carcere minorile di Catania, Lella Costa al Teatro Massimo Bellini, e organizza mostre del Museo Internazionale dell'Arte infantile di Oslo e di Teti Editore.
Nel 1995 cura la preselezione di filmati di televisioni pubbliche di vari Paesi per La TV che non c'è, trasmissione televisiva prodotta da Alphaville per Rai 3, e il Prix Italia. Nel 1996 progetta con Italo Gregori il debutto di Eugenio Barba e dell’Odin Teatret al Piccolo Teatro di Milano, nella stagione che segna trent'anni di attività dell’Odin e cinquanta del Piccolo Teatro, a distanza di trent’anni dalla clamorosa rottura fra Strehler e Barba.
Nel 1997 è direttore delle produzioni dell'Istituto nazionale del dramma antico al teatro greco di Siracusa. Chiamato a collaborare con la direzione ad un risanamento gestionale dell'Istituto, in una stagione che viene interrotta per le pressioni della cosca mafiosa Urso-Bottaro, Sciotto è anche vittima di un’aggressione fisica. La Procura antimafia apre un'inchiesta l'anno seguente, con l'arresto di numerose persone e la costituzione della Fondazione INDA. Vengono arrestate e poi condannate quattordici persone, tra malavitosi e dirigenti dell’INDA. Per i malavitosi scatta il carcere; per i dirigenti, la prescrizione.
Nel 1998, con Giancarlo Zanetti, condivide la direzione organizzativa del Circuito del Mito, rassegna di teatro, musica e danza dell’Assessorato al Turismo della Regione Siciliana. Il progetto si realizza durante l’estate e il Natale, con quaranta compagnie italiane ed europee in trentatré luoghi fra teatri antichi, castelli, chiese e siti archeologici dell’isola. Cura l’organizzazione del 3º Convegno di Teatro e Carcere, al Piccolo Teatro di Milano e al Carcere di San Vittore, con il coordinamento scientifico di Claudio Meldolesi.
Nel 1999 è coordinatore delle attività teatrali per Motion Picture House di Milano per le convention di Wind Telecomunicazioni sulla Costa Victoria ai Caraibi, a Marrakech, allo SMAU di Milano. Come autore satirico, scrive Moriente e uccidente (Bompiani), con le illustrazioni di Massimo Bucchi; Lo Sfot (Motion Picture House), sempre con Bucchi. Nel 2000, Resettete! (Postel), con le illustrazioni di Maurizio Dal Borgo. Tra il 2001 e il 2004 cura la rubrica satirica Italieni sulla pagina domenicale de l'Unità diretta da Antonio Padellaro.
Nel 2006 coordina per Casta Diva Productions di Milano le attività teatrali per la convention di Banca Intesa a Jerba. Nel 2011 organizza il ritorno e l’ultima rappresentazione di Mistero buffo al Teatro Nuovo di Milano, con Fo e Rame. Nel 2014 pubblica A mare il prossimo (Lupetti editore), ancora con Massimo Bucchi e con le presentazioni di Carlo Sini e Stefano Bartezzaghi. Con Dario Fo scrive Ciulla, il grande malfattore (Guanda), dedicato alla figura del mitico falsario siciliano Paolo Ciulla. Dal 1999 al 2011 è dirigente del Settore Cultura e Sport del Comune di Cinisello (MI), collaborando alla realizzazione del Museo di fotografia contemporanea, della Biblioteca-Centro culturale multimediale Il Pertini, dei cicli di incontri diretti da Carlo Sini su filosofia e scienza, Luigi Pestalozza sulla musica contemporanea, Giovanni Raboni e Maurizio Cucchi sulla poesia, Silvana La Spina sulla letteratura.
Tra il 1964 e il 1971 è stato pallanuotista semiprofessionista. Nel 1969 ha giocato nella nazionale under-21.
Dal 1981 interpreta canzoni dal mondo con il cantore e musicista anglo-svedese Fred Lane.

## Opere
- Moriente e uccidente, Bompiani, 1999, con Massimo Bucchi
- Lo Sfot, Motion Picture House, 1999, con Massimo Bucchi
- Resettete!, Postel, 2000, con Maurizio Dal Borgo
- A mare il prossimo, Lupetti, 2014, con Massimo Bucchi
- Ciulla, il grande malfattore, Guanda, 2014, con Dario Fo